# Gabrhele
Gabrhele (Duits: Gaberhell) is een Tsjechische plaats in de gemeente Řehenice, regio Midden-Bohemen, en maakt deel uit van het district Benešov. Het dorp ligt op 1 kilometer afstand van Řehenice.
Gabrhele telt 4 inwoners (2021).

## Geografie
De Mokřanskéhobeek loopt in de buurt van het dorp.

## Geschiedenis
De eerste schriftelijke vermelding van het dorp dateert van 1720.
Sinds 1 januari 2007 is Gabrhele ondergebracht bij het district Benešov. Voor die tijd was het dorp ingedeeld bij het district Praha-východ.

## Verkeer en vervoer

### Autowegen
Er leidt een regionale weg naar het dorp.

### Spoorlijnen
Er is geen station in Gabrhele. Het dichtstbijzijnde station is in Pyšely, op zo'n acht kilometer afstand. Dat station ligt aan de spoorlijn van Praag naar Benešov.

### Buslijnen
Er is geen bushalte in het dorp. De dichtstbijzijnde bushalte is in Babice, op ongeveer twee kilometer afstand:
| Halte            | Lijn(en) | Traject(en)                                                       | Vervoerder(s)           |
| ---------------- | -------- | ----------------------------------------------------------------- | ----------------------- |
| Řehenice, Babice | 337 339  | Praag-Budějovická - Benešov Praag-Budějovická - Týnec nad Sázavou | Arriva City Arriva City |

## Galerij

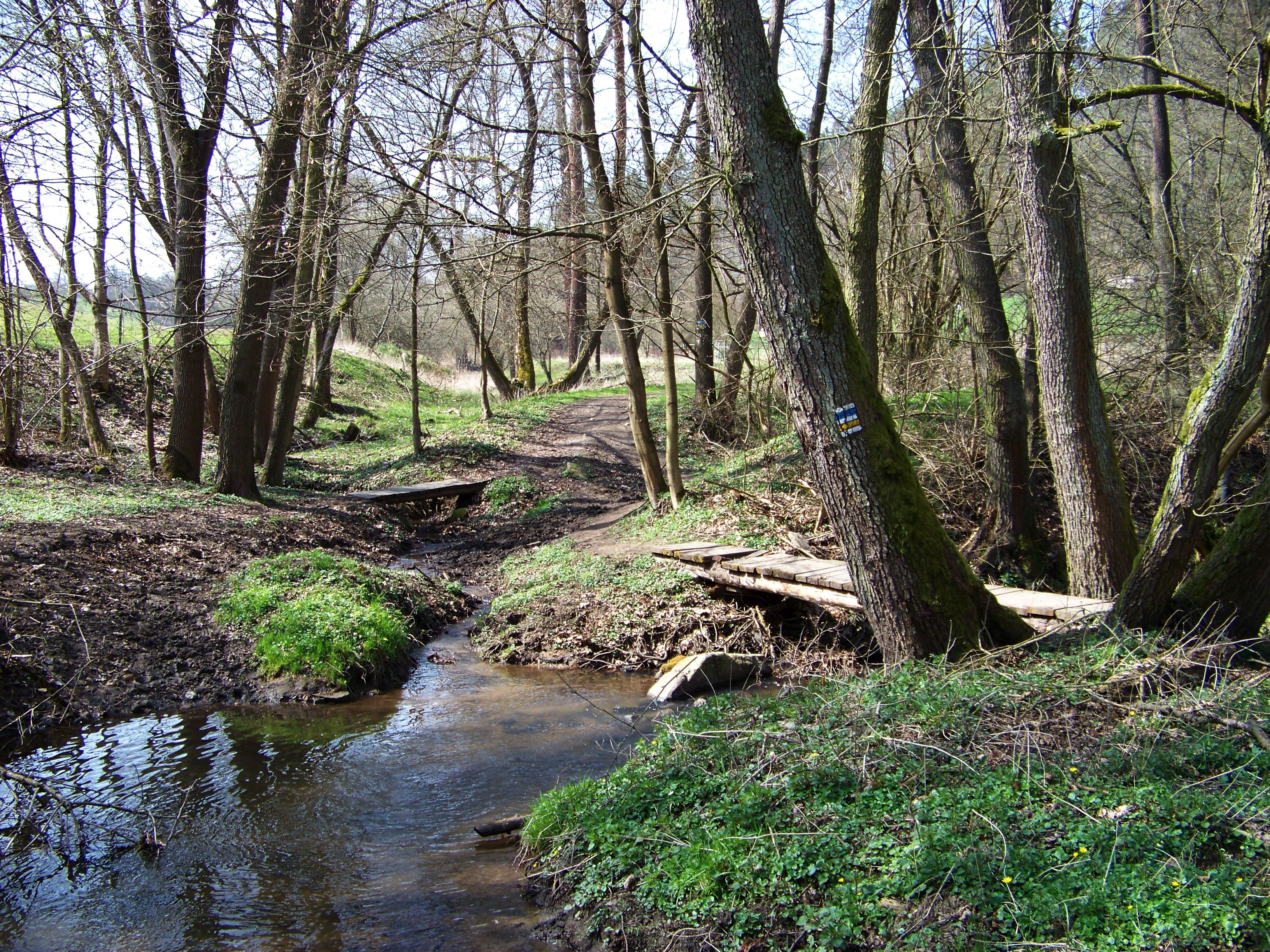
Mokřanskéhobeek (2014)
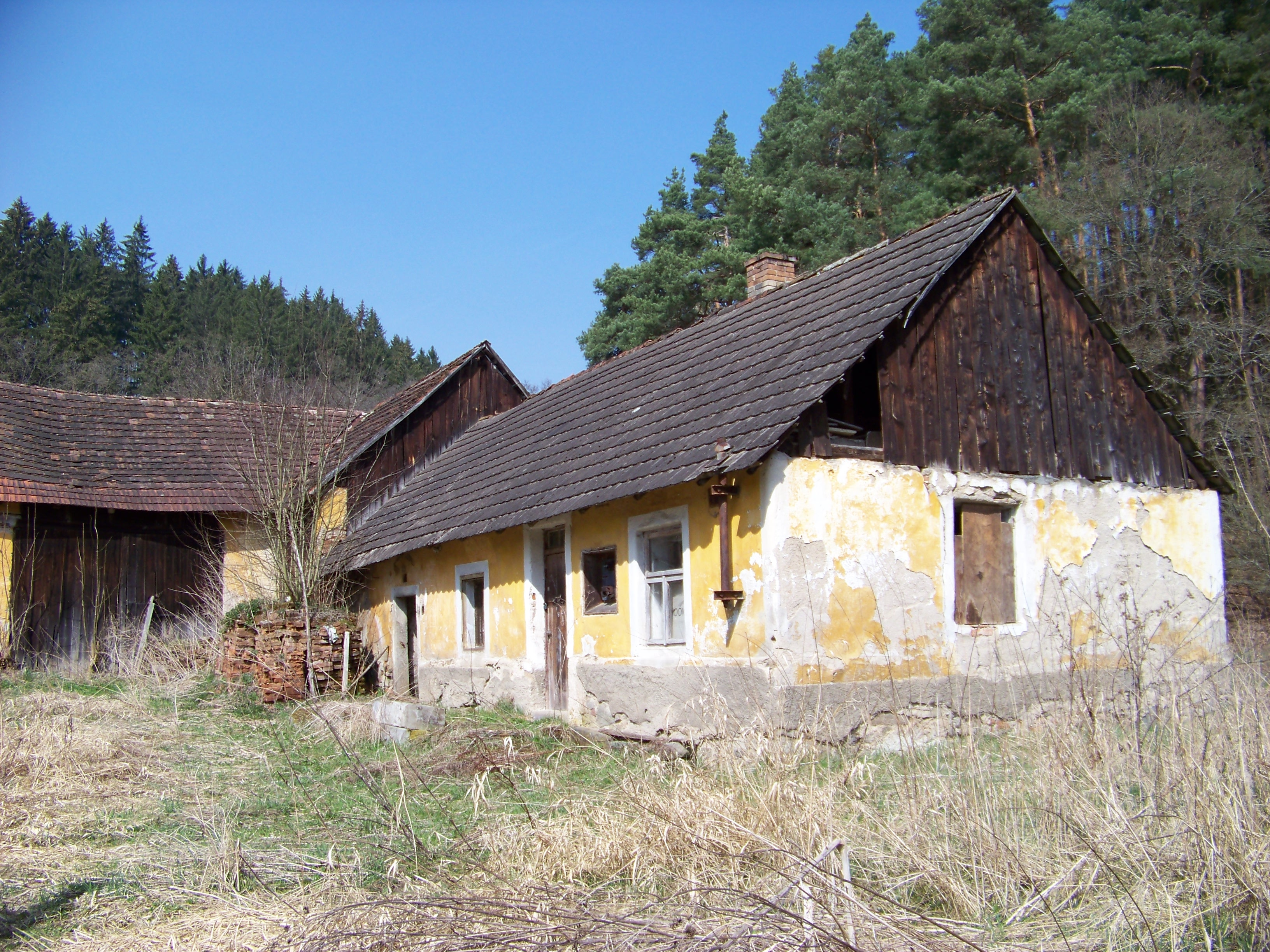
Boerderij in het dorp (2014)